# Кампо ди Нуско (Авелино)
Кампо ди Нуско је насеље у Италији у округу Авелино, региону Кампанија.
Према процени из 2011. у насељу је живело 51 становника. Насеље се налази на надморској висини од 591 м.